# Ronde van Frankrijk 2023/Dertiende etappe

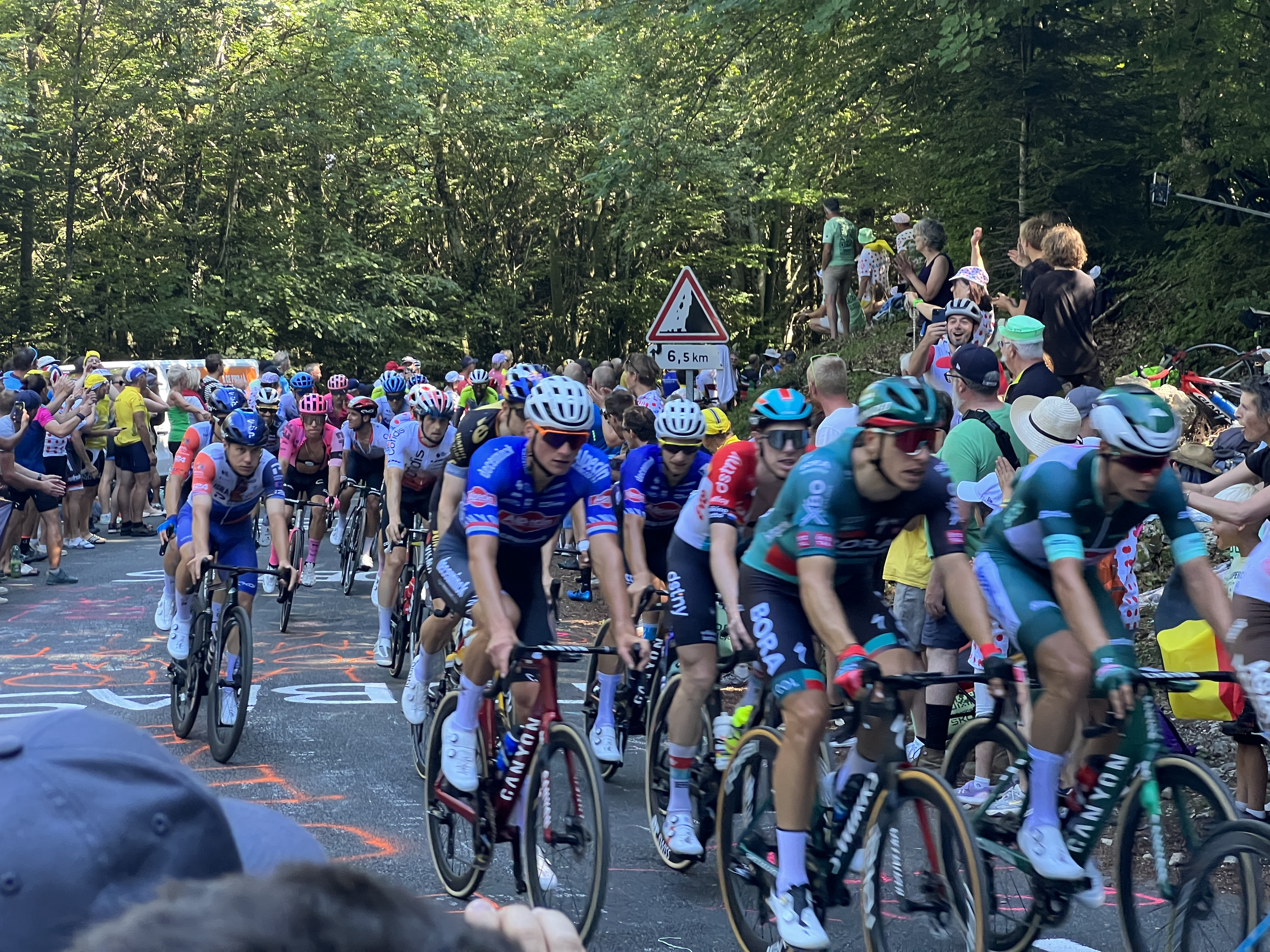
De groep met de groene trui bij de beklimming van de Grand Colombier

De dertiende etappe van de Ronde van Frankrijk 2023 was een bergrit met een lengte van 137,8 kilometer. De etappe werd verreden op 14 juli met de start in Châtillon-sur-Chalaronne en de finish bovenop de Grand Colombier.

## Parcours
In deze Tour de France werden alle vijf bergketens van Frankrijk bezocht: na de Pyreneeën en het Centraal Massief, en voorafgaand aan de Alpen en de Vogezen, was het Jura-gebergte aan de beurt. Na een vlakke aanloop was er na bijna 90 kilometer een tussensprint in Hauteville-Lompnès. Na een afdaling van het Plateau van Hauteville volgde een vlak stuk van ongeveer tien kilometer voordat het slotakkoord op de Franse nationale feestdag Quatorze Juillet op het programma stond met de ruim zeventien kilometer lange beklimming van de Col du Grand Colombier, een berg van de buitencategorie.

## Verloop
De Pool Michał Kwiatkowski heeft de dertiende etappe gewonnen.
Na 22 kilometer fietsen reden er twee renners weg uit het peloton, de Fransman Pierre Latour en de Noor Jonas Abrahamsen. Zij kregen even verderop gezelschap van andere vluchters. De kopgroep die zo ontstond bestond uit ongeveer twintig renners. Na 50 kilometer hadden de koplopers een voorsprong van één minuut en twintig seconden op het peloton, dat werd aangevoerd door de ploegmaten van Tadej Pogačar. De tussensprint bij Hauteville-Lompnes werd gewonnen door de Nederlander Mike Teunissen voor de Sloveen Matej Mohorič. Kort voor het begin van de Col du Grand Colombier  had de kopgroep vier minuten voorsprong op het peloton.
Zodra de klim van de Col du Grand Colombier begon viel de Fransman Quentin Pacher aan en nam alleen de leiding. Met nog 12,3 kilometer te gaan kreeg Pacher gezelschap van drie renners:  de Belg Maxim Van Gils, de Engelsman James Shaw en de Colmbiaan Harold Tejada. De Pool Michał Kwiatkowski verraste het leidende trio door ineens van achteren aan te vallen. Met nog 7 kilometer te gaan had Kwiatkowski vijftig seconden voorsprong op de achtervolgers en drie minuten en twaalf seconden op de groep gele trui. Met nog 2 kilometer te gaan had de Pool één minuut en negen seconden voorsprong op de achtervolgers en één minuut en achtenvijftig seconden op de groep gele trui. 
Hij won solo voor de Belgische renner Maxim Van Gils (de enige andere overgebleven renner van de kopgroep) en pakte zijn tweede overwinning in de Ronde van Frankrijk na zijn eerste etappewinst in 2020. Op de derde plaats versloeg Tadej Pogačar Jonas Vingegaard in de sprint en eindigde met vier seconden winst plus nog eens vier bonificatieseconden, de Deen behield wel zijn gele trui met negen seconden voorsprong.

## Uitslag etappe
| Châtillon-sur-Chalaronne – Grand Colombier (137,8 km) |                    |                       |          |
| Plaats                                                | Naam               | Ploeg                 | Tijd     |
| 1                                                     | Michał Kwiatkowski | INEOS Grenadiers      | 3u17'33" |
| 2                                                     | Maxim Van Gils     | Lotto-Dstny           | + 47"    |
| 3                                                     | Tadej Pogačar      | UAE Team Emirates     | + 50"    |
| 4                                                     | Jonas Vingegaard   | Team Jumbo-Visma      | + 54"    |
| 5                                                     | Tom Pidcock        | INEOS Grenadiers      | + 1'03"  |
| 6                                                     | Jai Hindley        | BORA-hansgrohe        | + 1'05"  |
| 7                                                     | James Shaw         | EF Education-EasyPost | z.t.     |
| 8                                                     | Harold Tejada      | Astana Qazaqstan      | z.t.     |
| 9                                                     | Simon Yates        | Team Jayco AlUla      | + 1'14"  |
| 10                                                    | Adam Yates         | UAE Team Emirates     | + 1'18"  |
|                                                       |                    |                       |          |
| 27                                                    | Wout Poels         | Bahrain-Victorious    | + 4'14"  |

 –  Michał Kwiatkowski was de strijdlustigste renner van de dertiende etappe.

## Klassementen

### Algemeen klassement
| Algemeen klassement (gele trui) |                  |                    |           |
| Plaats                          | Naam             | Ploeg              | Tijd      |
| Gele trui                       | Jonas Vingegaard | Team Jumbo-Visma   | 53u48'50" |
| 2                               | Tadej Pogačar    | UAE Team Emirates  | + 9"      |
| 3                               | Jai Hindley      | BORA-hansgrohe     | + 2'51"   |
| 4                               | Carlos Rodríguez | INEOS Grenadiers   | + 4'48"   |
| 5                               | Adam Yates       | UAE Team Emirates  | + 5'03"   |
| 6                               | Simon Yates      | Team Jayco AlUla   | + 5'04"   |
| 7                               | Pello Bilbao     | Bahrain-Victorious | + 5'25"   |
| 8                               | Tom Pidcock      | INEOS Grenadiers   | + 5'35"   |
| 9                               | David Gaudu      | Groupama-FDJ       | + 6'52"   |
| 10                              | Sepp Kuss        | Team Jumbo-Visma   | + 7'11"   |
|                                 |                  |                    |           |
| 23                              | Wilco Kelderman  | Team Jumbo-Visma   | + 34'44"  |
| 33                              | Wout van Aert    | Team Jumbo-Visma   | + 58'18"  |

### Puntenklassement
| Puntenklassement (groene trui) |                   |                          |        |
| Plaats                         | Naam              | Ploeg                    | Punten |
| Groene trui                    | Jasper Philipsen  | Alpecin-Deceuninck       | 323    |
| 2                              | Mads Pedersen     | Lidl-Trek                | 179    |
| 3                              | Bryan Coquard     | Cofidis                  | 178    |
| 4                              | Wout van Aert     | Team Jumbo-Visma         | 120    |
| 5                              | Tadej Pogačar     | UAE Team Emirates        | 112    |
| 6                              | Jordi Meeus       | BORA-hansgrohe           | 96     |
| 7                              | Dylan Groenewegen | Team Jayco AlUla         | 92     |
| 8                              | Biniam Girmay     | Intermarché-Circus-Wanty | 90     |
| 9                              | Victor Lafay      | Cofidis                  | 80     |
| 10                             | Neilson Powless   | EF Education-EasyPost    | 70     |

### Bergklassement
| Bergklassement (bolletjestrui) |                            |                        |        |
| Plaats                         | Naam                       | Ploeg                  | Punten |
| Bolletjestrui                  | Neilson Powless            | EF Education-EasyPost  | 46     |
| 2                              | Tadej Pogačar              | UAE Team Emirates      | 31     |
| 3                              | Tobias Halland Johannessen | Uno-X Pro Cycling Team | 30     |
| 4                              | Michał Kwiatkowski         | INEOS Grenadiers       | 30     |
| 5                              | Felix Gall                 | AG2R-Citroën           | 28     |
| 6                              | Jonas Vingegaard           | Team Jumbo-Visma       | 28     |
| 7                              | Jai Hindley                | BORA-hansgrohe         | 25     |
| 8                              | Ruben Guerreiro            | Movistar Team          | 24     |
| 9                              | Giulio Ciccone             | Lidl-Trek              | 22     |
| 10                             | Michael Woods              | Israel-Premier Tech    | 20     |
|                                |                            |                        |        |
| 14                             | Wout van Aert              | Team Jumbo-Visma       | 15     |
| 20                             | Mathieu van der Poel       | Alpecin-Deceuninck     | 9      |

### Jongerenklassement
| Jongerenklassement (witte trui) |                            |                        |            |
| Plaats                          | Naam                       | Ploeg                  | Tijd       |
| Witte trui                      | Tadej Pogačar              | UAE Team Emirates      | 53u48'59"  |
| 2                               | Carlos Rodríguez           | INEOS Grenadiers       | + 4'39"    |
| 3                               | Tom Pidcock                | INEOS Grenadiers       | + 5'26"    |
| 4                               | Felix Gall                 | AG2R-Citroën           | + 10'24"   |
| 5                               | Mattias Skjelmose Jensen   | Lidl-Trek              | + 52'02"   |
| 6                               | Mathieu Burgaudeau         | Team TotalEnergies     | + 55'07"   |
| 7                               | Tobias Halland Johannessen | Uno-X Pro Cycling Team | + 1u09'28" |
| 8                               | Matteo Jorgenson           | Movistar Team          | + 1u19'19" |
| 9                               | Maxim Van Gils             | Lotto-Dstny            | + 1u20'34" |
| 10                              | Matthew Dinham             | Team DSM-Firmenich     | + 1u40'21" |
|                                 |                            |                        |            |
| 13                              | Lars van den Berg          | Groupama-FDJ           | + 1u53'07" |

### Ploegenklassement
| Ploegenklassement |                    |            |
| Plaats            | Ploeg              | Tijd       |
|                   | INEOS Grenadiers   | 161u42'28" |
| 2                 | Bahrain-Victorious | + 3'39"    |
| 3                 | Team Jumbo-Visma   | + 11'44"   |
| 4                 | UAE Emirates       | + 19'13"   |
| 5                 | Groupama-FDJ       | + 23'00"   |

## Uitvallers
- Ben Turner (INEOS Grenadiers): Moest al snel lossen uit het peloton en gaf op vanwege maagproblemen.
- Caleb Ewan (Lotto-Dstny): Opgave vanwege grote achterstand op peloton na 40 kilometer.

1e etappe ·
2e etappe ·
3e etappe ·
4e etappe ·
5e etappe ·
6e etappe ·
7e etappe ·
8e etappe ·
9e etappe ·
10e etappe ·
11e etappe ·
12e etappe ·
13e etappe ·
14e etappe ·
15e etappe ·
16e etappe ·
17e etappe ·
18e etappe ·
19e etappe ·
20e etappe ·
21e etappe
Startlijst · Eindstanden · Afbeeldingen